# Побег (фильм, 2005, США)
«Побег» (англ. Runaway) — драматический триллер режиссёра Тима МакКанна снятый в 2005 году.

## Сюжет
Майкл Эдлер вместе со своим младшим братом Диланом сбежал от родителей и теперь живёт в мотеле. Работает он в придорожном магазине и с работы сразу идёт домой к братишке, который сидит в номере, дожидаясь его возвращения. Но даже в свободное от работы время из мотеля они почти не выходят, чтобы не попасться на глаза полицейских или просто любопытных граждан.
В магазине работает продавщица Кёрли, с которой он постепенно начинает сближаться и, когда в их магазин приходят полицейские в поисках Майкла, он решает раскрыться ей и познакомить её с братом. Придя в мотель, Дилана в номере они не обнаруживают, и Майкл убегает искать брата, а Кёрли, оставшись ждать в номере, находит его блокнот и телефон его психиатра. Позвонив ему, она узнаёт, что Майкл, пытаясь защитить брата от отца, решает убить родителей, но случайно убивает Дилана, затем сходит с ума, воображая, что с Диланом всё в порядке.
Майкл прибегает в магазин, куда уже вернулась Кёрли, и, когда она и его начальник Мо пытаются его успокоить, он убивает их. В конце фильма Майкл и «Дилан» поселяются в новом мотеле и у них опять «всё в порядке».

## В ролях
| Актёр          | Роль          |
| -------------- | ------------- |
| Аарон Стэнфорд | Майкл Эдлер   |
| Робин Танни    | Кёрли         |
| Питер Герети   | Мо            |
| Терри Кинни    | доктор Максим |
| Зак Сэвадж     | Дилан Эдлер   |
| Майкл Гэстон   | Джесс Эдлер   |
| Мелисса Лео    | Лиза Эдлер    |